# Alltel
Alltel Wireless era un provider di servizi wireless, con sede a Little Rock negli Stati Uniti. Prima delle acquisizioni di Verizon Wireless e AT&T, serviva 34 stati e contava circa 13 milioni di abbonati. Al suo apice, Alltel gestiva una rete in 34 stati, con un'impronta di copertura wireless che comprendeva la più grande rete negli Stati Uniti per area. L'azienda si è concentrata su città di piccole e medie dimensioni che forniscono servizi wireless a clienti residenziali e aziendali in tutti i 50 stati attraverso accordi di roaming con Verizon e Sprint. Questi accordi consentivano ai clienti di Alltel di accedere a servizi a livello nazionale, fornendo al contempo la copertura dei vettori nelle aree rurali.

## Storia
Nel 1943, la Allied Telephone Company, una piccola impresa specializzata nell'installazione di pali telefonici e cavi per compagnie telefoniche in tutto l'Arkansas, fu fondata da Charles Miller e Hugh Willbourn, Jr.
Nel 1945, aprirono una vetrina nel distretto di Hillcrest di Little Rock. L'azienda vendeva elettrodomestici nella parte anteriore dell'edificio e la società consentì a Wilbourn e Miller di acquistare all'ingrosso apparecchiature telefoniche.
La storia moderna di Alltel inizia nel 1983 quando Allied Telephone e Mid-Continent Telephone si sono fuse. Mid-Continent Telephone era originariamente una compagnia teatrale e fondata nel 1931 da Eddie Ruben e Joe L. Floyd nel Minnesota.
Nel 1985, Alltel ha lanciato il suo primo sistema wireless a Charlotte, nel North Carolina.
Nel 1993, Alltel ha aperto il suo primo negozio al dettaglio wireless.
Nel 1997, le attività wireless e cablate dell'azienda sono state unite in un'unica organizzazione.
Il 9 dicembre 2005, Alltel ha annunciato che sarebbe diventata una società esclusivamente wireless, fondendo e costruendo contemporaneamente una società spin-off per i suoi servizi di telefonia fissa.
L'attività di servizi di rete fissa di Alltel si è fusa con Valor Telecom ed è stata denominata Windstream Communications il 10 aprile 2006. Il processo di fusione-spinoff è terminato il 17 luglio 2006 quando Windstream ha iniziato le operazioni.
Il 20 maggio 2007, Alltel ha annunciato un accordo per la vendita a due società di private equity: TPG Capital e GS Capital Partners. In base all'accordo, le due società hanno pagato $ 71,50 per azione in contanti, o $ 27,5 miliardi, un premio del 10% rispetto al prezzo di chiusura di Alltel del 18 maggio 2007.
Il 5 giugno 2008, Verizon Wireless ha annunciato che avrebbe acquisito la maggioranza di Alltel Wireless in un accordo del valore di 28,1 miliardi di dollari. La fusione è stata approvata dalla Federal Communications Commission a condizione che Verizon disinvestisse 105 mercati Alltel. L'8 maggio 2009, AT&T ha annunciato che avrebbe acquisito 79 delle proprietà wireless cedute, comprese licenze, risorse di rete e 1,5 milioni di abbonati attuali, principalmente nelle aree rurali di 18 stati.
Il 26 aprile 2010, Atlantic Tele-Network ha acquisito i restanti 26 mercati Alltel ceduti, comprese licenze, asset di rete e 800.000 abbonati. Questi mercati rimanenti hanno continuato ad essere gestiti da Allied Wireless, una filiale di ATN, con il nome Alltel.
Come condizione normativa dell'acquisizione da parte di Verizon, una piccola parte di Alltel è stata scorporata e ha continuato a operare con lo stesso nome in sei stati, principalmente nelle aree rurali. In seguito alla fusione, Alltel è rimasta la nona società di telecomunicazioni wireless negli Stati Uniti, con circa 800.000 clienti.
Il 22 gennaio 2013, AT&T ha annunciato che stava acquisendo ciò che restava di Alltel da Atlantic Tele-Network per 780 milioni di dollari in contanti.
Il 20 settembre 2013, AT&T ha annunciato di aver completato l'acquisizione di Alltel da Atlantic Tele-Network. AT&T ha immediatamente iniziato a pianificare l'upgrade della precedente rete Alltel e il trasferimento dei clienti alla rete AT&T entro la metà del 2014. La transizione si è conclusa nel febbraio 2015 con tutti i clienti Alltel che sono entrati a far parte della rete AT&T. All'inizio del 2016, AT&T ha sciolto Alltel Wireless.

## Tecnologia della rete
Le reti di Alltel erano costituite da sistemi analogici e digitali operanti principalmente sulla banda cellulare da 850 MHz (3GPP2 Band Class 0), molto simile a quelli utilizzati dalla Verizon Wireless. I mercati nativi di Alltel consistevano in tecnologie sia analogiche (AMPS) che digitali (CDMA). Praticamente il 100% dei mercati è stato dotato della tecnologia digitale 3G 1xEV-DO, che consente una maggiore durata della batteria e tempi di download più rapidi quando si utilizzano applicazioni basate su Internet o BREW. Alltel ha pubblicato un programma di abbattimento in tre fasi in risposta alla decisione della FCC che afferma che entro il 1º marzo 2008 i vettori di lato A e B non sono più tenuti a supportare l'analogico. I sistemi analogici sono stati ritirati entro la fine del 2008. Sebbene Alltel non avesse delineato il suo percorso futuro, il partner della fusione Verizon Wireless aveva già annunciato l'intenzione di passare a LTE basato su GSM.

### Copertura della rete
C'erano reti di proprietà e gestite da Alltel in 6 stati. Alltel ha utilizzato accordi di roaming con fornitori concorrenti per fornire un servizio coast-to-coast. Gli accordi di roaming negli Stati Uniti erano principalmente con Verizon e Sprint fino al completamento del passaggio di tutti i clienti alla rete AT&T.

## Identità aziendale
| 1997-2005 | 2005-2013 |
| --------- | --------- |